# Mauremys japonica
Mauremys japonica – endemiczny gatunek żółwia z rodziny batagurowatych (Geoemydidae), występujący w Japonii. Japońska nazwa, nihon ishigame, oznacza „japoński żółw kamienny”. Wskutek niszczenia naturalnych siedlisk, jego populacja uległa zmniejszeniu, nie jest jednak uważany za gatunek zagrożony tylko bliski zagrożenia.  

## Systematyka
Takson ten opisali w 1835 roku Coenraad Jacob Temminck i Hermann Schlegel pod nazwą Emys vulgaris japonica, czyli jako podgatunek Emys vulgaris – taksonu synonimizowanego obecnie z Mauremys leprosa, czyli żółwiem hiszpańskim. Jako miejsce typowe autorzy wskazali Japonię, nie podając jednak żadnych szczegółów. Obecnie takson ten traktowany jest jako osobny gatunek i umieszczany w rodzaju Mauremys.

## Występowanie
Gatunek jest endemitem występującym na południowym obszarze wyspy Honsiu, na wyspach Sikoku i Kiusiu oraz pomniejszych japońskich wyspach np. Okinawie.
Naturalnym środowiskiem Mauremys japonica są zbiorniki słodkowodne: rzeki, jeziora, stawy bagna, a także nawadniane pola ryżowe. Gatunek ten występuje głównie na obszarach nizinnych, jednak zaobserwowano również na terenach górskich.

## Rozmiary
Długość karapaksu ok. 20 cm.

## Ochrona
Gatunek ten jest objęty załącznikiem II konwencji waszyngtońskiej (CITES).
Gatunek znany jest z krzyżowania się z niektórymi przedstawicielami batagurowatych.